# Emanuele Lena
Emanuele Salvatore Lena, conosciuto con il soprannome di "Nenè" o "Acciaio" (Ragusa, 1º febbraio 1920 – Prada, 8 novembre 1944) è stato un militare, partigiano e antifascista italiano.

## Biografia

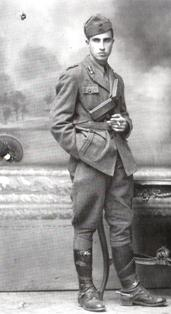
Emanuele Lena durante il servizio militare

Emanuele Lena nacque a Ragusa il 1º febbraio 1920. Cresciuto in una famiglia benestante, nel 1940 si iscrisse all’università di Bologna per studiare agraria, ma nel 1942 fu costretto ad interrompere gli studi a causa della chiamata obbligatoria alla leva militare presso l'Esercito Nazionale Repubblicano, che lo inviò, l'8 settembre 1943, ad Alessandria come ufficiale di artiglieria. Colto dall'insicurezza, decise di tornare verso il sud Italia, ma visti i numerosi pericoli che poteva incontrare durante il viaggio, nati con la guerra civile, si fermò a Tolentino dalla sorella, una monaca carmelitana. Trovando riparo in una famiglia contadina, dopo la morte di Salvatore Ficili, un ragazzo ragusano ucciso per aver tentato di sottrarsi all'arruolamento, si mise in contatto con il Comitato di Liberazione Nazionale (CLN) che, nel gennaio 1944, gli affidò il comando del gruppo partigiano conosciuto come "Gruppo 201", che aveva il compito di controllare la Strada Statale 77 dove passavano i rifornimenti tedeschi per il fronte di Nettuno e Cassino. Con l'arrivo di Lena al comando, il gruppo si trasferì nella zona di Fiungo, Fiastra, incominciando il suo periodo più prosperoso, attuando numerose azioni antifasciste tra cui il sabotaggio delle reti stradali tra Tolentino, Serrapetrona e Caldarola. Il 16 marzo partecipò al convegno del CLN di Macerata a Invernale di Cessapalombo, indetto per dare una coordinazione ai lavori dei numerosi gruppi distribuiti nel territorio provinciale. Con la nomina del colonnello Cesare Baldi a capo delle operazioni, che decise di sospendere per almeno 15 giorni le operazioni militari per fare rifornimenti e aspettare i lanci degli alleati, Lena non accettò gli ordini, ma Baldi, tramite Augusto Pantanetti, comandante del Gruppo Nicolò, lui i suoi uomini vennero disarmati e suddivisi in altre formazioni della zona: alcuni trovarono rifugio nell'eremo di San Liberato, mentre altri e lo stesso Lena formarono, cinque giorni dopo l'eccidio di Montalto, il Gruppo 201 Volante.
Il 15 aprile 1944, una volta divenuto capo del nuovo gruppo, organizzò la cattura del presidente della provincia di Macerata, Ferruccio Ferazzani, in visita a Tolentino, ma l'azione si rivelò fallimentare e su di lui venne messa una taglia. Fuggito dal territorio, anche in seguito alla morte dei partigiani Livio Cicalè e Giuseppe Biagiotti, dopo essere stato probabilmente intercettato e costretto, sotto la minaccia della deportazione in Germania, a schierarsi per la Repubblica Sociale Italiana, ricomparve nel mese di maggio come istruttore delle SS italiane presso il centro di addestramento di Cremona. Il 16 agosto venne arrestato perché, come riporta un rapporto dell'ottobre 1944 dell'OVRA, la polizia segreta fascista, durante il servizio per la RSI, svolgeva propaganda antifascista e aiutava le nuove reclute a fuggire. Dopo lunghi e violenti interrogatori, l'11 settembre fu trasferito presso il carcere di Brescia, dove l'8 novembre venne prelevato per essere condotto dal Comando della Guardia Nazionale Repubblicana di Breno. Secondo una nota dei carabinieri del 28 settembre 1945, Lena riuscì a fuggire durante il trasporto in treno, ma venne raggiunto da una scarica di fucileria delle guardie che lo scortavano, per poi perdere la vita. La salma venne recuperata il giorno successivo, per essere poi tumulata il 10 novembre nel cimitero di Cividate Malegno.

## Curiosità
Era un pro zio della comica Romana Benedetta Orlando, a cui lei ha dedicato un monologo il 25aprile 2025 a Propaganda Live su LA7.